# Батумська бухта
Бату́мська бу́хта (груз. ბათუმის ყურე) — бухта на Чорноморському узбережжі Кавказу. Одна з трьох найбільших заток Східного Причорномор'я (разом з Сухумською та Піцундською). Акваторія бухти розташована на території Аджарії (Грузія).
Бухта звернена на північ. Глибина бухти біля входу в західній частині — понад 50 м, у північно-східній частині — до 10 м. Дно бухти — мульно-піщане. 
В бухту впадають річки Королісцкалі та Барцхана. З заходу бухту обмежує Батумський мис. Берег бухти — рівнинний з широким пляжем.
Перші згадки про поселення поруч з бухтою відносяться до IV століття до н. е..
На березі бухти розкинулось курортно-туристичне місто Батумі, назву якого носить сама затока. В межах міста функціонує морський порт.

## Джерело
- ტერელაძე ა., ქართული საბჭოთა ენციკლოპედია, ტ. 2, გვ. 151, თბ., 1977 წელი. (груз.)